# Túnel embalse de Mediano
Los tres túneles del embalse de Mediano fueron construidos en la década de los 50 del siglo pasado con la única finalidad de construir y explotar el gran embalse de Mediano (436 hm³) que fue inaugurado en 1.959. 
Son de titularidad privada, pertenecen la eléctrica concesionaria que explota el embalse y por lo tanto el acceso a los túneles está prohibido al público. Son los 2.º, 3.º y 4.º túneles carreteros de Aragón por longitud de titularidad privada.

## Longitud
Las longitudes de los 3 túneles son: 
- Mediano 1: 103 m
- Mediano 2: 208 m (Tiene la peculiaridad de realizar un giro de 180°)
- Mediano 3: 42 m

Los 3 túneles son carreteros, monotubos y excavados en roca viva.